# Hrankî-Kutî, Mîkolaiiv
Hrankî-Kutî (în ucraineană Гранки-Кути) este un sat în comuna Berezdivți din raionul Mîkolaiiv, regiunea Liov, Ucraina.

## Demografie
Componența lingvistică a localității Hrankî-Kutî
     Ucraineană (99,88%)
     Alte limbi (0,12%)
Conform recensământului din 2001, majoritatea populației localității Hrankî-Kutî era vorbitoare de ucraineană (99,88%), existând în minoritate și vorbitori de alte limbi.